# 志布志市立志布志中学校
志布志市立志布志中学校（しぶししりつしぶしちゅうがっこう）は、鹿児島県志布志市志布志町帖にある市立中学校である。

## 概要
志布志市で学級数・生徒数が一番多い。現在の生徒数は517名（平成18年5月1日現在）。

## 沿革
- 2014年（平成26年） - 志布志市立田之浦中学校及び志布志市立出水中学校を統合する。

## 通学区域
志布志中学校の通学区域は以下の小学校校区が指定されている。
- 志布志市立志布志小学校
- 志布志市立香月小学校
- 志布志市立安楽小学校
- 志布志市立潤ケ野小学校
- 志布志市立田之浦小学校
- 志布志市立森山小学校

## 著名な出身者
- 千代丸一樹（大相撲力士）
- 千代鳳祐樹（元大相撲力士、年寄20代錦島）
- 山口観弘（競泳選手、男子200メートル平泳ぎ世界記録保持者[2]）